# 61. Infanterie-Division (Wehrmacht)
Die 61. Infanterie-Division war ein Großverband des Heeres der deutschen Wehrmacht im Zweiten Weltkrieg.

## Geschichte

### Aufstellung
Die 61. Infanterie-Division wurde am 16. August 1939 im Wehrkreis I in Ostpreußen aus den dort bereits bestehenden Divisionen (1., 11. und 21.) in der 2. Aufstellungswelle aufgestellt und mit bereits gedienten Reservisten aufgefüllt. Im Raum Neidenburg – Tannenberg wurde versammelt und eine Sicherungslinie bezogen.

### Polenfeldzug
Seit dem Morgen des 1. September 1939 war die 61. Infanterie-Division im Verband des I. Armeekorps der 3. Armee neben der 11. Infanterie-Division am Überfall auf Polen beteiligt. Nach Artillerievorbereitung und dem Anflug mehrerer Wellen von Sturzkampfbombern konnte am 4. September 1939 Mława eingenommen werden. Nach langen Märschen nahm man in der Folge Pułtusk und Wyszków, bis am 27. September 1939 die polnischen Truppen in Warschau kapitulierten.

### Besatzungstruppe in Polen
In der darauf folgenden Zeit wurde die Division zur Sicherung an der Demarkationslinie zum sowjetischen Besatzungsgebiet herangezogen und im November 1939 in den Raum Köln–Düren–Aachen verlegt. Aus ihrer Zeit in Polen wird berichtet, dass es zur Verschiebung von Plünderungsgut nach Ostpreußen kam.

### Westfeldzug
Nachdem am 9. Mai 1940 die hinter dem Westwall stehenden Armeen alarmiert wurden, stieß auch die 61. Infanterie-Division nach Westen vor. Sie war dem IV. Armeekorps der 6. Armee unterstellt und anfangs kaum in Kampfhandlungen verwickelt. 

### Eben-Emael
Nur das Infanterie-Regiment 151 war mit dem Pionier-Bataillon 51 und anderen Einheiten der Division bei der Einnahme des Festungswerkes Eben-Emael beteiligt. 
Es folgten Verfolgungskämpfe in Ostbelgien, beim Albert-Kanal und die Einnahme von Dünkirchen. Ab 11. Juni folgte die Division von der Somme aus den Angriffstruppen in südlicher Richtung, kam jedoch nicht mehr zum Kampf.

### Atlantikwall
Ab 26. Juni 1940 wurde die Division für die Besetzung von Nordwestfrankreich und dem Schutz an der französischen Kanal- und Atlantikküste eingesetzt, bis sie im Februar 1941 nach Ostpreußen verlegt wurde.

### Unternehmen Barbarossa
Beim Angriff auf die Sowjetunion war die Division dem XXVI. Armeekorps der 18. Armee (Heeresgruppe Nord) unterstellt. Der Vorstoß ging in 10 Tagen aus dem Raum Memel über Mitau nach Riga. Nach Verfolgungsmärschen durch Nordlettland kam es Mitte Juli in Estland im Raum Viljandi – Põltsamaa wieder zu Kampfhandlungen. Die Division stieß zusammen mit der 254. ID bis zur Nordküste durch und nahm danach Reval ein. Ab 14. September führte die hierfür erheblich verstärkte Division die Eroberung der Ostseeinseln Moon, Ösel und Dagö durch, welche sich bis 21. Oktober hinzog. Bei Frostwetter von 30 Grad wurde die Division Ende November in den Raum Tichwin verlegt und gegen frisch herangeführte sibirische Truppen eingesetzt. Ab 9. Dezember wurde die Frontlinie auf den Wolchow zurückgenommen. Während der Wolchow-Schlacht führte der Divisionsstab zwei getrennte Abschnitte: einen am Wolchow (IR 151) und einen am Nordrand des Wolchowkessels. Während der Schlacht fiel Anfang April 1942 der Divisionskommandeur Generalmajor Franz Scheidies. Die verlustreichen Kämpfe flauten im Juli 1942 nach der Vernichtung der sowjetischen 2. Stoßarmee ab. Im Raum Grusino wurde aufgefrischt und umgegliedert. Im Oktober wurde die 61. ID dann in einen ruhigen Abschnitt südlich des Pogostje-Kessels verlegt.
Am 12. Januar 1943 gelang es der Roten Armee die deutsche Front am sogenannten Flaschenhals zu durchbrechen und damit die Blockade Leningrads aufzuheben. Die 61. ID wurde alarmiert und hatte schwere Verluste bei Possjolok 5 und den Sinjawino-Höhen. Ab März erhielt die abgekämpfte Division im Brückenkopf Kirischi einen ruhigeren Abschnitt und ihr wurde auch Ersatz zugeführt. Ab 14. August folgten jedoch wieder Großkämpfe in der dritten Ladogaschlacht (russ.: „Operation Brussilow“). Die Division verblieb im Raum Mga (Мга) bis Anfang Januar 1944.

### 1944
Nach den schwierigen Abwehr- und Rückzugskämpfen aus dem Raum Gattschina bis zur Estnischen Grenze war die Division schwer angeschlagen, so dass Anfang Februar 1944 im Raum Narva ein Marschregiment sowie Reste der 9. Luftwaffen-Felddivision eingegliedert wurden. Bis 9. Juli kämpfte die Division an verschiedenen Abschnitten der Armeeabteilung Narwa. Dann wurde sie in den Raum Dünaburg verlegt um die entstandene Lücke zwischen den Heeresgruppen „Nord“ und „Mitte“ schließen zu helfen. Im August kämpfte die Division bei Bauske und wurde im September als Heeresgruppenreserve in den Raum Valga verlegt, wo ab 15. September Abwehrkämpfe entbrannten. 

### Kurland
Als der deutsche Rückzug auf Riga begann, wurde die Division beschleunigt nach Vainode in Kurland verlegt, um dort Feindeinbrüche abzuriegeln. Ende Oktober 1944 wurde die Division dann mit Schiffen nach Gotenhafen abtransportiert.

## 61. Volksgrenadier-Division
Nach Auffrischung und Umbenennung in 61. Volksgrenadier-Division wurde ein Frontabschnitt im Raum Gumbinnen übernommen. Im Verlauf der sowjetischen Offensive ab 13. Januar 1945 waren erneut schwere Kämpfe zu bestehen.

### Auflösung
Restteile der Division gerieten nach schweren Verlusten in den Kessel von Heiligenbeil / Balga und wurden Anfang April in die 21. ID eingegliedert. Der Divisionsstab wurde nach Königsberg verlegt und führte dort zusammengewürfelte Einheiten. 

### Vernichtung der Divisionsreste
Nachdem ein Durchbruch nach Pillau missglückt war, hörte die 61. Division am 10. April 1945 auf zu bestehen.

## Unterstellung und Einsatzräume
Nachfolgend sind die Unterstellungen und Einsatzräume einiger Zeitpunkte wiedergegeben.
| Datum          | Korps   | Armee     | Heeresgruppe | Einsatzraum |
| September 1939 | I.      | 3. Armee  | Nord         | Polen       |
| Januar 1940    | IV.     | 6. Armee  | B            | Deutschland |
| Januar 1941    | XXVI.   | 6. Armee  | D            | Frankreich  |
| Januar 1942    | XXXIX.  | 16. Armee | Nord         | Sowjetunion |
| Januar 1943    | XXVIII. | 18. Armee | Nord         | Sowjetunion |
| Januar 1944    | XXVI.   | 18. Armee | Nord         | Sowjetunion |

## Gliederung
- Infanterie-Regiment 151
- Infanterie-Regiment 162
- Infanterie-Regiment 176
- Artillerie-Regiment 161
- Divisionstruppen 161

## Kommandeure und Führer
| Datum             | Dienstgrad          | Name                         |
| 16. August 1939   | Generalmajor        | Siegfried Haenicke           |
| 27. März 1942     | Oberst/Generalmajor | Franz Scheidies              |
| 7. April 1942     | Generalmajor        | Werner Hühner                |
| 1. Februar 1943   | Generalmajor        | Günther Krappe               |
| 30. April 1943    | Oberst              | Gottfried Weber              |
| 1. Mai 1943       | Generalmajor        | Günther Krappe               |
| 11. Dezember 1943 | Generalmajor        | Joachim Albrecht von Blücher |
| 1. Februar 1944   | Generalleutnant     | Günther Krappe               |
| Dezember 1944     | Generalleutnant     | Rudolf Sperl                 |

## Träger von Auszeichnungen
Das Ritterkreuz zum Eisernen Kreuz wurde an 39 Soldaten verliehen, das Eichenlaub an vier.
Divisionskommandeur Siegfried Haenicke war eine von 19 Personen, die neben dem Ritterkreuz auch den Pour le Mérite besaßen.

## Bekannte Divisionsangehörige
- Walther Hubatsch (1915–1984), war ein Historiker
- Horst Kramer (1924–2015), war ein Forstwissenschaftler
- Erich Mülbe (1898–1976), war ein Historiker und Publizist
- Gottfried Weber (1899–1958), war 1958, als Generalmajor des Heeres der Bundeswehr, Inspizient der Infanterie